# 환경 투자
환경 투자(eco-investing) 또는 녹색 투자(green investing)는 친환경 제품과 관행을 지원하거나 제공하는 기업에 투자하는 사회적 책임 투자의 한 형태이다. 이들 회사는 탄소 의존에서 보다 지속 가능한 대안으로의 전환을 지원하는 신기술을 장려하고 종종 이익을 얻는다. 녹색 금융은 "더 나은 환경적 결과를 보장하기 위해 만들어진 모든 구조화된 금융 활동"이다.
산업이 환경에 미치는 영향이 더욱 분명해짐에 따라 친환경 주제는 대중문화뿐만 아니라 금융계에서도 중심 무대가 되었다. 1990년대에 많은 투자자들은 "환경 영향 관리 측면에서 경쟁사보다 나은 회사를 찾기 시작했다." 일부 투자자는 여전히 "가장 심각한 오염자"만을 피하기 위해 자금을 집중하고 있는 반면, 많은 투자자의 강조점은 "돈이 사용되는 방식"을 바꾸고 "돈을 긍정적이고 변혁적인 방식으로 사용하여 우리를 현재 상황에서 벗어나게 하는 것"으로 전환되었다. 이제 궁극적으로 진정으로 지속 가능한 사회가 되었다." 환경에 해를 끼치는 기업에 대한 투자와 그러한 기업을 지원하는 인프라에 대한 투자는 환경적으로 지속 가능한 투자를 손상시킨다.
에티컷 마키츠 미디어(Ethical Markets Media)와 더 클라이밋 프로스페리티 얼라이언스(The Climate Prosperity Alliance)가 녹색 기업에 대한 민간 투자를 모니터링하기 위해 시작한 글로벌 기후 번영 스코어보드(Global Climate Prosperity Scoreboard)는 2007년 이후 태양열, 풍력, 지열, 해양/수력 및 기타 녹색 부문에 1조 2,480억 달러 이상이 투자된 것으로 추산한다. 숫자는 북아메리카, 중화인민공화국, 인도, 브라질 및 기타 개발도상국의 투자를 나타낸다.

## 같이 보기
- 좌초 자산
- 그린워싱